# Abraxas formosilluminata
Abraxas formosilluminata là một loài bướm đêm thuộc họ Geometridae. Nó được Inoue miêu tả năm 1984. Nó được tìm thấy ở Nhật Bản và Đài Loan.